# WTA Swiss Open 1982
Lo WTA Swiss Open 1982 è stato un torneo di tennis giocato sulla terra rossa. È stata la 11ª edizione del torneo, che fa parte del WTA Tour 1982. Si è giocato al Drizia-Miremont Tennis Club di Lugano in Svizzera, dal 10 al 16 maggio 1982.

## Campionesse

### Singolare
Chris Evert ha battuto in finale  Andrea Temesvári con il punteggio di 6–0, 6–3.

### Doppio
Candy Reynolds /  Paula Smith hanno battuto in finale  Joanne Russell /  Virginia Ruzici con il punteggio di 6–2, 6–4.